# قلعة سفيد (مباركة)
قلعة سفيد هي قرية في مقاطعة مباركة، إيران. يقدر عدد سكانها بـ 197 نسمة بحسب إحصاء 2016.